# Juan Miguel de Bustamante
Juan Miguel de Bustamante (Santa Cruz de Tenerife, Capitanía General de las islas Canarias, España 5 de abril de 1759 - San Salvador, estado de El Salvador, República Federal de Centroamérica c. 1840s) fue un abogado que se desempeñó como asesor letrado de la intendencia de León, alcalde ordinario de San Salvador, oidor de la Real Audiencia de Guatemala, asesor letrado de la intendencia de San Salvador e intendente de esa misma provincia (de 1817 a 1818).

## Biografía
Juan Miguel de Bustamante y Castro nació en Santa Cruz de Tenerife, Capitanía General de las islas Canarias el 5 de abril de 1759; siendo hijo de Juan Miguel de Bustamante, y Josefa Gabriela de Castro y Tapia. Estudió en la Universidad de Sevilla, y obtuvo el título de bachiller en derecho en 1784.
Laboró para el abogado Marcos de Castañeda en Sevilla; y posteriormente se le autorizó como abogado. El 16 de julio de 1798, el rey Carlos IV lo designó como asesor letrado en la intendencia de León; puesto que desempeñó hasta el año de 1804, cuando fue nombrado como asesor letrado interino de la intendencia de San Salvador, que ejerció hasta el siguiente año cuando llegó el asesor letrado propietario Pedro Barriere.
El 19 de agosto de 1805 contrajo matrimonio con Josefa de Leoucel y Vecerril en la parroquia central de San Salvador; siendo testigos el intendente Antonio Gutiérrez y Ulloa, y el tesorero real José Mariano Batres.
El 5 de noviembre de 1811, iniciaría el primer movimiento independentista, por lo que a las 8 de la mañana se dirigiría (con José Mariano Batres) a la casa del presbítero y vicario José Matías Delgado, para averiguar que es lo que estaba ocurriendo; ahí entraría Manuel Delgado, que les comentaría que el intendente Ulloa se negaba a ir preso al cabildo (y que dicha orden había sido dada por el alcalde primero Manuel Morales); por lo que Bustamante buscaría convencerlos que eso no era conveniente. Posteriormente, Matías Delgado mandaría a llamar a Morales; y al llegar, Bustamante les propondría llevar al intendente (y demás líderes políticos peninsulares) a los conventos; lo que sería aceptado y efectuado en los siguientes días.
Se quedaría en San Salvador durante el gobierno del intendente interino José Mariano Batres (designado por el cabildo abierto del 6 de noviembre). Luego de finalizado el movimiento independentista, sería designado como alcalde de segundo voto del ayuntamiento de San Salvador para el año de 1812.
Para 1814 era el encargado del puesto de asesor letrado de San Salvador, y era capitán de la compañía de Nejapa del cuerpo de Voluntarios honrados de Fernando VII. El 24 de enero, debido a que el intendente José María Peinado había puesto en prisión a los alcaldes de barrios, y debido a la inquietud que se estaba generando, sería uno de los que pediría la liberación de los alcaldes; el intendente los liberaría en la tarde. Pero la inquietud generada desataría el segundo movimiento independentista. Durante el cual, iría a la casa de los presbíteros hermanos Aguilar, para decirles que España y el rey Fernando VII aún seguían en pie en la batalla contra los franceses (que habían invadido España en ese entonces).
Luego que se detuviese el movimiento independentista, y que se capturase a los cabecillas; sería el asesor especial en el proceso de infidencia de dichas personas. Durante el cual, descubriría en la casa de Miguel Delgado, una carta dirigida al presbítero y líder independentista mexicano José María Morelos; así como, que el mexicano Manuel Verá y Rozas, sería un emisario de Morelos.
El 13 de diciembre de 1815, el rey lo designó como oidor de la Real Audiencia de Guatemala; asumiendo dicho cargo en el 22 de agosto de 1816. Pero, poco tiempo después, sería enviado a San Salvador como asesor letrado; donde, en octubre de 1817, debido al fallecimiento del intendente José Méndez de Quiroga, se haría cargo del puesto de intendente hasta mayo del siguiente año.
Retornaría a su puesto de oidor, que desempeñaría hasta 1821; luego de lo cual, se quedaría residiendo en Guatemala donde a principios de 1825, el jefe supremo de Guatemala Juan Barrundia le solicitaría que abandonará su casa para que fuese ocupada como oficinas del gobierno. Por lo que buscó apelar ante el congreso federal, que dictaminó ampararlos; pero como dicha resolución no había sido sancionada por el senado federal, Barrundía decidió no hacer caso de dicho decreto.
Se trasladaría a la ciudad de San Salvador, donde en el transcurso del año de 1825 nacería su hijo Francisco de Borja Bustamante. El 8 de julio de 1835, el congreso federal lo nombraría agente de la República. Fallecería por la década de 1840s.